# Schloss Modave

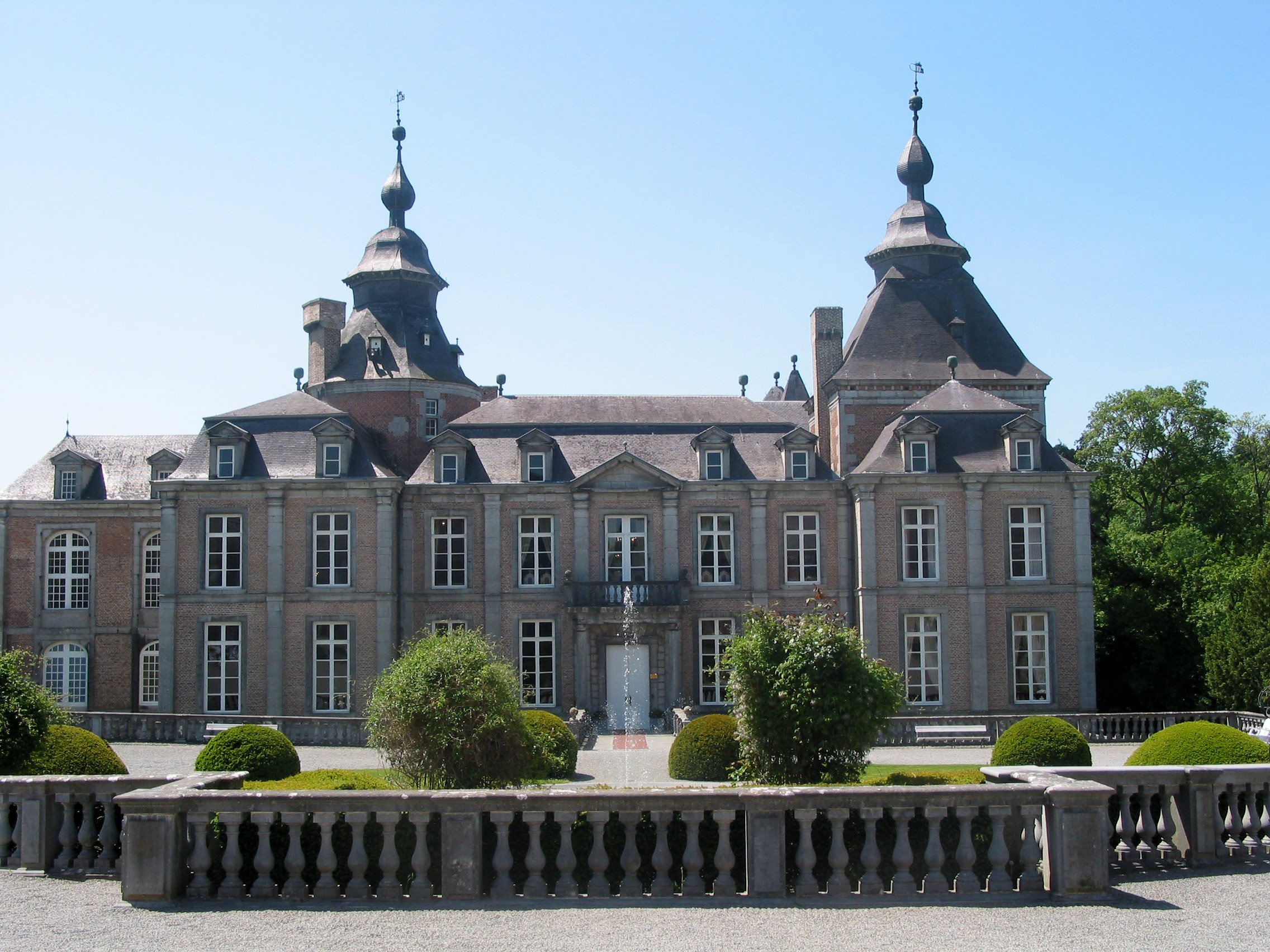
Schloss Modave

Das Schloss Modave (französisch Château de Modave) liegt an einem Zufluss der Maas in der Nähe der Gemeinde Modave in der Provinz Lüttich, im wallonischen Teil Belgiens.
Die Anfänge des Schlosses reichen zurück bis ins 13. Jahrhundert. Die ältesten Spuren, vermutlich eine Turmfestung auf einem Felsen oberhalb des Tales des Hoyoux stammen vermutlich aus der Zeit von Walther von Modave (Walterus de Modalle), der als erster Herr von Modave in einer Urkunde von Saint-Denis in Lüttich im Jahre 1233 erwähnt ist. Sein Sohn Heinrich wurde am 12. November 1263 als Zeuge im Kapitel des Klosters von Val-Saint-Lambert: „In presentia… aliorum plurimorum, videlicet Henrici filii quondam domini Walteri de Modale militis“ erwähnt. So viel bekannt ist, diente Heinrich als Marschall des Fürstbischofs von Lüttich, Jean d’Enghien und war am sogenannten Kuhkrieg beteiligt, der das Condroz, eine Naturlandschaft nahe Lüttich, verwüstete.
Der letzte Besitzer aus dem Geschlecht von Modave war Jean de Modave, Vogt des Condroz, zuerst verheiratet mit Anne Auxbrebis. Seine zweite Frau wurde Jeanne de Spontin (1506–1558), Erbin von Sorinne und Freyr, Tochter von Jacques de Spontin and Marie de Salmier. Auch diese zweite Ehe blieb kinderlos. Als Jean am 2. Juli 1533 starb, vermachte er die Herrschaft Modave nebst Schloss seinem Neffen Jean de Haultepenne, genannt „de Barvaux“ ( –1570). Dessen Tochter Catherine de Haultepenne brachte Titel und Schloss in die Ehe mit Nicolas de Saint-Fontaine (1570–1607), genannt „de Haultepenne“, ein. Sechs Kinder gingen aus der Verbindung hervor, darunter Erbe Nicolas de Saint-Fontaine.
Nicolas de Saint-Fontaine, Herr über Modave, Pailhe wurde nach dem Tod seines Bruders Olivier auch Herr über Saint-Fontaine. Mit dem Vertrag vom 19. Februar 1618 heiratete er seine Cousine Charlotte-Françoise de Haultepenne. Am 23. Januar 1642 verkaufte er wenige Monate vor seinem Tod, Schloss und Herrschaft über Modave an Jean de Marchin. Jean de Marchin (1601–1673), langgedienter Feldherr der spanischen Niederlande, der auch unter Tilly im Dreißigjährigen Krieg gedient hatte, kaufte das Anwesen für einhundertzehntausend Brabant-Gulden plus tausend Gulden für die Charlotte-Francoise de Hautpenne und ließ den Besitz über fünfzehn Jahre lang umbauen. Doch schon in der nächsten Generation wechselte das Anwesen den Besitzer. Denn sein einziger Sohn Ferdinand de Marsin (1656–1706), Marschall von Frankreich, starb kurz nach der Schlacht von Turin an den dort erlittenen Verwundungen.
So blieb auch das Schloss auch nur kurz im Besitz (1682–1684) von Maximilian Heinrich von Bayern, Fürstbischof von Lüttich (1682–1684). Anschließend übernahmen Kardinal Wilhelm Egon von Fürstenberg und seine Nachkommen den Besitz. Baron Arnold de Ville († 1722) und schließlich Anne Léon II. de Montmorency-Fosseux († 1799) waren die letzten adeligen Besitzer.
Im 19. Jahrhundert war das Schloss im Besitz der nicht-adeligen Familien Lamarche, Braconier und van Hoegaerden. Schließlich kauft die Brüsseler Kommunale Wasserfirma „Compagnie Intercommunale Bruxelloise des Eaux“ den Besitz im März 1941. Die Firma ist noch heute im Besitz des Schlosses und hat es mit viel Aufwand restauriert.